# Пети, Жан (1949)
Жан Пети́ (фр. Jean Petit; 25 сентября 1949, Тулуза — 23 января 2024, Ницца) — французский футболист, играл на позиции полузащитника. По завершении игровой карьеры — тренер. На протяжении всей игровой и тренерской карьеры работал в одном клубе — «Монако». Был игроком сборной Франции.

## Карьера игрока
Родился 25 сентября 1949 года в Тулузе. Воспитанник юношеских команд футбольных клубов «Тулуза» и «Лушон».
В профессиональном футболе дебютировал в 1969 году, выступая за команду «Монако», цвета которой и защищал на протяжении всей своей карьеры, которая длилась 14 лет. Большую часть времени, проведённого в составе «Монако», был основным игроком команды. Дважды выигрывал чемпионат Франции (1978, 1982) и ещё раз — Кубок Франции (1980). В 1978 году признавался лучшим футболистом Франции.
В 1977 году дебютировал в официальных матчах в составе национальной сборной Франции. В течение карьеры в национальной команде, которая длилась четыре года, провёл в форме сборной страны 12 матчей, забив один гол.
В составе сборной был участником чемпионата мира 1978 года в Аргентине.

## Карьера тренера
После непродолжительного перерыва с момента окончания игровой карьеры начал тренерскую, вернувшись к футболу, в 1987 году. Он вошёл в тренерский штаб того же «Монако», в которой постоянно работал до 2005 года.
В течение 1994 и 2005 годов некоторое время возглавлял команду. С 2011 по 2014 год снова входил в тренерский штаб «Монако».